# Папуанская макрель
Папуанская макрель (лат. Scomberomorus multiradiatus) — вид рыб семейства скумбриевых. Обитают в тропических водах центрально-западной части Тихого океана между 6° ю. ш. и 14° ю. ш. и между 142° в. д. и 148° в. д. Океанодромные рыбы, встречаются на глубине до 50 м. Максимальная длина тела 35 см. Представляют незначительный интерес для коммерческого промысла. 

## Ареал
Папуанская макрель обитает в заливе Папуа и эстуарии реки Флай. Эти эпипелагические неретические рыбы держатся на глубине до 50 м. Попадаются в мутной воде.     

## Описание
У папуанских макрелей удлинённое веретеновидное тело, тонкий хвостовой стебель с простым килем. Зубы ножевидной формы. Голова короткая. Длина рыла короче оставшейся длины головы. Имеются сошниковые и нёбные зубы. Верхнечелюстная кость не спрятана под предглазничную. 2 спинных плавника разделены небольшим промежутком. Боковая линия  слегка изгибается по направлению к хвостовому стеблю. Брюшной межплавниковый отросток маленький и раздвоенный. Тело покрыто мелкой чешуёй. Количество жаберных тычинок на первой жаберной дуге 1—4. Позвонков 54—56. В первом спинном плавнике 16—19 колючих лучей, во втором спинном 21—25 и в анальном плавнике 25—29 мягких луча. Позади второго спинного и анального плавников пролегает ряд из 6—9 и 7—9 более мелких плавничков, помогающих избегать образования водоворотов при быстром движении.  Грудные плавники образованы 20—23 лучами. Плавательный пузырь отсутствует. Передняя половина первого спинного плавника окрашена в чёрный цвет. Спина сине-стального цвета. Бока серебристые, без отметин. Максимальная зарегистрированная длина до развилки хвостового плавника 35 см, масса — 0,5 кг

## Биология
Пелагическая стайная рыба. Достигает половой зрелости при длине намного меньше 30 см.  

## Взаимодействие с человеком
Папуанскую макрель промышляют тралами. Большой коммерческой ценности не представляет. Международный союз охраны природы присвоил виду охранный статус «Вызывающий наименьшие опасения».